# Alien Predator
Pour plus de détails, voir Fiche technique et Distribution.
Alien Predator (ou The Falling) est un film américain réalisé par Deran Sarafian, sorti en 1986.

## Fiche technique
- Titre : Alien Predator
- Autre titre : The Falling
- Réalisation : Deran Sarafian
- Scénario : Deran Sarafian
- Pays d'origine : États-Unis
- Genre : science-fiction
- Date de sortie : 1986

## Distribution
- Dennis Christopher : Damon
- Martin Hewitt : Michael
- Lynn-Holly Johnson : Samantha
- Luis Prendes : Dr. W. Tracer